# Smile Kid
Smile Kid é o segundo álbum de estúdio da banda norte-americana We The Kings, lançado a 8 de Dezembro de 2009.

## Faixas
| CD  |                                                        |         |  |
| N.º | Título                                                 | Duração |  |
| 1.  | "She Takes Me High"                                    | 4:06    |  |
| 2.  | "Promise The Stars"                                    | 4:36    |  |
| 3.  | "Heaven Can Wait"                                      | 3:30    |  |
| 4.  | "The Story Of Your Life"                               | 3:32    |  |
| 5.  | "Rain Falls Down"                                      | 4:31    |  |
| 6.  | "Summer Love"                                          | 3:25    |  |
| 7.  | "In-N-Out (Animal Style)"                              | 3:07    |  |
| 8.  | "Spin"                                                 | 3:59    |  |
| 9.  | "Anna Maria (All We Need)"                             | 3:21    |  |
| 10. | "We'll Be a Dream" (com a participação de Demi Lovato) | 3:53    |  |
| 11. | "What You Do To Me"                                    | 4:19    |  |

### Faixas bônus
| deluxe edition |                                |         |  |
| N.º            | Título                         | Duração |  |
| 12.            | "Heaven Can Wait" (acústico)   | 3:10    |  |
| 13.            | "She Takes Me High" (acústico) | 4:05    |  |